# Huisseau-en-Beauce

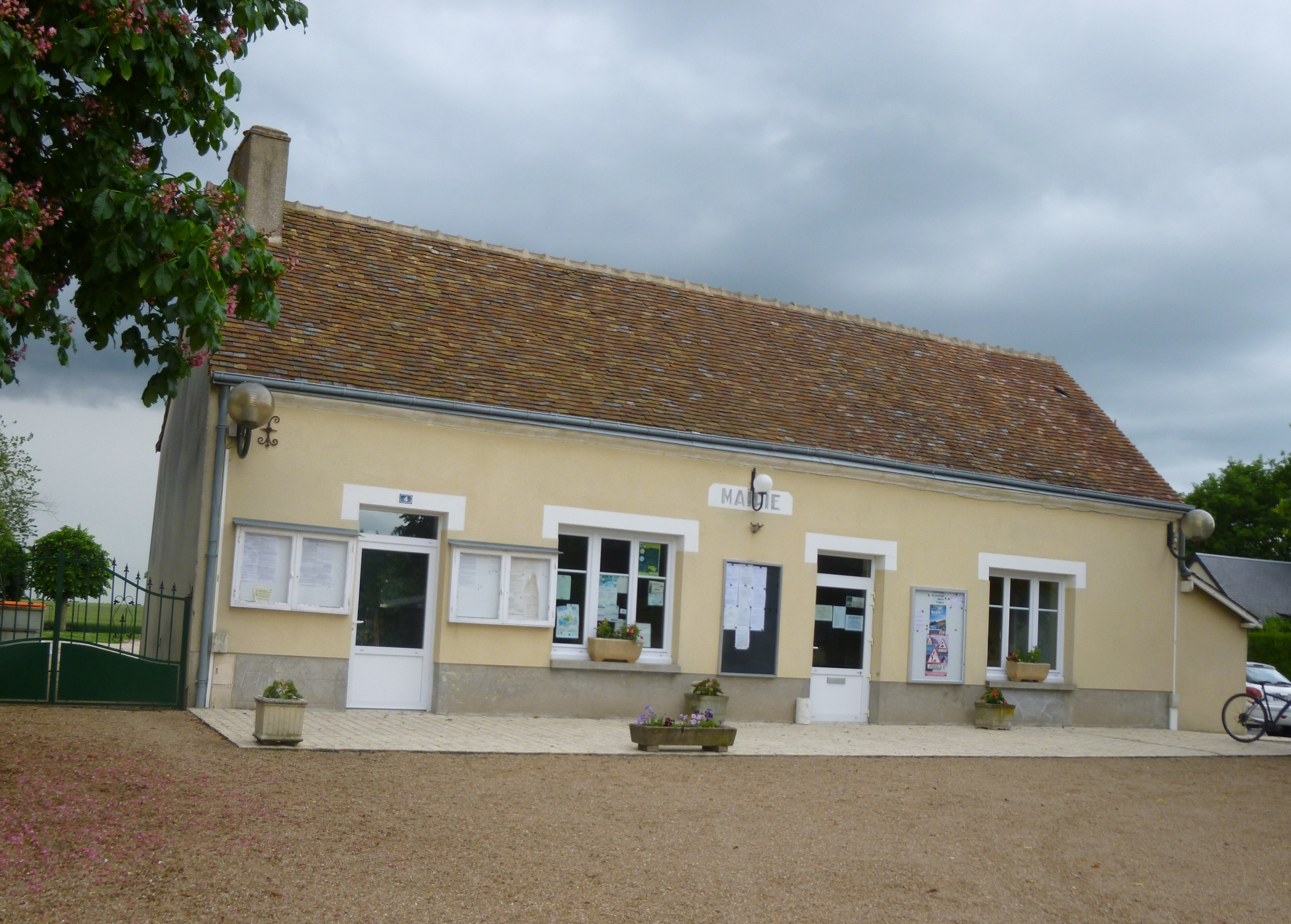
Gemeentehuis

Huisseau-en-Beauce is een gemeente in het Franse departement Loir-et-Cher (regio Centre-Val de Loire) en telt 378 inwoners (2005). De plaats maakt deel uit van het arrondissement Vendôme.

## Geografie
De oppervlakte van Huisseau-en-Beauce bedraagt 9,0 km², de bevolkingsdichtheid is 42,0 inwoners per km².
De onderstaande kaart toont de ligging van Huisseau-en-Beauce met de belangrijkste infrastructuur en aangrenzende gemeenten.

## Demografie
Onderstaande figuur toont het verloop van het inwonertal (bron: INSEE-tellingen).